# Rinorea ulmifolia
Rinorea ulmifolia là một loài thực vật thuộc họ Violaceae. Đây là loài đặc hữu của Colombia.